# Pedrito de Portugal
Pedro Alexander Anjos Roque Silva plus connu sous le nom de Pedrito de Portugal né le 11 février 1974 à Lisbonne, Portugal, est un matador portugais.

## Présentation et carrière
Fils d'un banderillero, il débute en 1991 à Tarazona de la Mancha, (Albacete). Après trois ans de novilladas piquées, il prend l'alternative à Badajoz, le  26 juin 1994 avec pour parrain Paco Ojeda et pour témoin, Finito de Córdoba devant des taureaux de Mercedes Pérez-Taberno. Il triomphe ce jour-là avec trois oreilles. En France, où il est très apprécié, on le voit notamment à Beaucaire le 24 juillet 1994. Il part ensuite en Colombie où il torée à Cali en compagnie de Enrique Ponce et de César Camacho.
Il confirme son alternative à Madrid le 15 mai 1996 face au taureau Fantasía de l'élevage El Pilar, avec pour parrain « Joselito »,  et pour témoin « Finito de Córdoba »  puis à Mexico le 3 novembre 1996 devant le taureau Coquetón de l'élevage Xajay avec pour parrain Guillermo Capetillo.
Apprécié dans de nombreuses arènes, jusqu'à la fin des années 1990, on le retrouve dans l'escalafón assez régulièrement. Mais à partir de 2001, sa carrière décline et il ne torée plus qu'occasionnellement.
Abel Moreno a composé pour lui un pasodoble taurin qui porte son nom : Pedrito de Portugal.